# Nürnberg-Gleißhammer
Nürnberg Gleißhammer – przystanek osobowy w Norymberdze, w kraju związkowym Bawaria, w Niemczech. Znajduje się tu 1 peron.